# Narodne pesmi vogrskih Slovencov
Narodne pesmi vogrskih Slovencov (Ljudske pesmi Slovencev na Ogrskem) so zbirka ljudskih pesmi v prekmurščini, ki jo je sestavil Števan Kühar s pomočjo Ivana Jeriča. Zbirko so natisnili v Sombotelu v tiskarni sombotelske škofije.
Kühar je v svoji rojstni vasi v Bratoncih začel zapisati ljudske pesmi, pripovedke, pravljice in drugo, ki jih je objavil v Kalendarju Szrca Jezusovoga od 1912.
Uredništvo prekmurskega katoliškega mesečnika Marijinega lista je 1913 izdalo Narodne pesmi vogrskih Slovencov. V tej zbirki je Kühar zapisal osem ljudskih pesmi, medtem ko je župnik Ivan Jerič iz Dokležovja štirinajst.
Küharjeve objave so imele velik pomen za ljudstvo, saj so nadomeščale leposlovje v prekmurščini (madžarizacijska politika je namreč ovirala prekmursko slovensko književnost), z druge strani pa imajo dragocen znanstveni pomen. Mnogo zapisov je Kühar pošiljal Karlu Štreklju, ki jih je Štrekelj objavil v slovenskih časopisih.
Kukojca je kukovala.

Kukojca je kukovála

Vu zelénom bükovji,

Mládi kosec koso brüsi

Na zelénom trávniki.
Mláda dekla ide k meši,

Tak kak roža rožmarin;

Mládi dečko ide za njov,

Tak ka riba po vodin'.
On jo prime zdaj za roko

Pa jo pela pred oltár:

Glejte, glejte! vište, vište,

Kak je to en lepi pár!
Kühar v svojih delih je uporabil že slovensko Gajevo pisavo in ne stare prekmurske pisave, ki se je naslanjala na madžarsko.